# Punto límite (película)
Punto límite es una película estadounidense de 1964 dirigida por Sidney Lumet y con Henry Fonda, Dan O'Herlihy y Walter Matthau en los papeles principales. Está basada en la novela de 1962 Fail-Safe, escrita por Eugene Burdick y Harvey Wheeler.  
Se hizo una nueva versión de la película: un telefilme del 2000 dirigido por Stephen Frears.

## Trama
Durante la Guerra Fría, por un error informático de las computadoras de defensa, un escuadrón de bombarderos del SAC que vuela en forma permanente cerca de las fronteras de la Unión Soviética, es enviado a destruir Moscú con un mensaje por computadora entre la base aérea y los aviones bombarderos supersónicos B-58 Hustler.
El presidente de los Estados Unidos (Henry Fonda) trata de hacer regresar a los bombarderos supersónicos B-58 Hustler, pero el sofisticado sistema de seguridad controlado por computadoras impide abortar el ataque, así que debe convencer a la Unión Soviética de que no contraataque, detenerlos y evitar una nueva Guerra Mundial, revela información sobre registros de radar y el vuelo programado, para que las defensas del país puedan detenerlos, generando tensiones entre los militares de Estados Unidos, que hasta consideran aprovechar el accidente para respaldar el ataque total contra la Unión Soviética con un ataque preventivo, a lo que el presidente se opone y prefiere negociar con el gobierno de la Unión Soviética. 
En una medida desesperada, el presidente ofrece sacrificar una ciudad en Estados Unidos, si sus pilotos terminan llevando a cabo su misión mortal sobre Moscú, al volar con el radio apagado y acelerar a velocidad supersónica en una misión de combate secreta; la propuesta es aceptada por el gobierno de la Unión Soviética, al confirmar que el ataque nuclear al país era por una falla de la tecnología de computadoras, esperan poder ver cumplir su promesa y así detener un ataque total de represalia contra Estados Unidos.
Un piloto de la Fuerza Aérea de Estados Unidos recibe la orden de volar sobre Nueva York en un avión bombardero supersónico B-58 Hustler, las señales de radio se apagan sobre Moscú por el impacto de un arma nuclear, el piloto lanza la bomba atómica sobre la ciudad de Nueva York y se suicida tomando una cápsula de arsénico, logrando evitar un ataque de la Unión Soviética.

## Reparto
- Henry Fonda: Presidente de los Estados Unidos
- Dan O'Herlihy: Brigadier General Warren A. Black
- Walter Matthau: Profesor Groeteschele
- Frank Overton: General Bogan
- Ed Binns: Coronel Jack Grady
- Fritz Weaver: Coronel Cascio
- Larry Hagman: Buck, traductor
- William Hansen: Secretario de Defensa Swenson
- Russell Hardie: General Stark
- Russell Collins: Gordon Knapp
- Sorrell Booke: Congresista Raskob
- Nancy Berg: Ilsa Woolfe
- Dom DeLuise: Sargento Collins
- Frieda Altman: Señora Jennie Johnson
- Hildy Parks: Betty Black
- Janet Ward: Helen Grady
- Louise Larabee: Señora Cascio
- Dana Elcar: Señor Foster